# Mohaka (fleuve)
Pour l’article homonyme, voir Mohaka (Nouvelle-Zélande).
La rivière Mohaka (en anglais : Mohaka  River)  est un cours d’eau situé sur l’Île du Nord de la Nouvelle-Zélande dans la partie est et centrale de la région de Hawke's Bay et un fleuve se jetant dans Hawke's Bay, dans Océan Pacifique.

## Étymologie
Mohaka est un mot de la langue Maori, grossièrement traduit par la signification “place pour danser”. C’est une entité de colonisation formée par les Iwi en rapport avec la rivière Mohaka, qui sont les Ngati Pahauwera, les Ngati Hineuru, les Ngati Tuwharetoa, et les Mana Ahuriri.

## Géographie
Sa source a été retrouvée dans la chaîne Chaîne Kaweka et de Kaimanawa. À partir de la montagne, elle s’écoule vers le sud-est avant de tourner au nord-est et finalement au sud-est à nouveau pour se déverser dans l'Océan Pacifique près de la ville de Mohaka. Il y a de nombreuses gorges sur le parcours de la rivière Mohaka; certaines profondes de près de 200 m (soit 656 pieds) . Les principaux affluents du fleuve Mohaka sont les rivières Waipunga, Taharua, et  Hautapu. La longueur totale de la rivière couvre 172 kmet il draine un bassin de 2 357 km2.

### Caractéristiques du cours  de la rivière

#### Parc Forestier de Kaweka

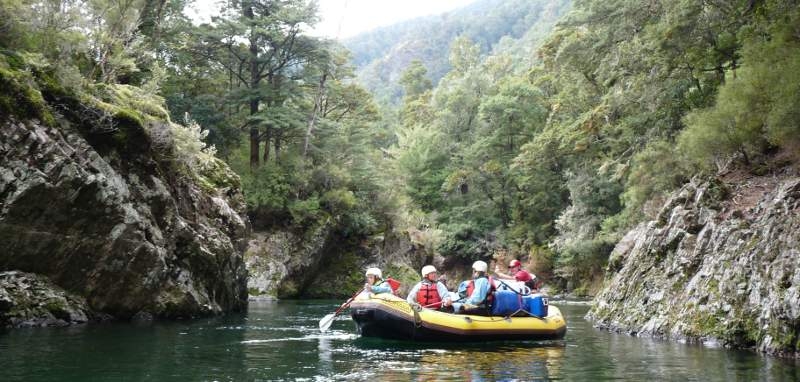
Flottage du bois à travers la forêt primaire du cours supérieur de la rivière Mohaka

Vers le haut dans la chaîne Kaweka, la rivière Mohaka passe au grade II des rivières d’eau vive avec parfois un grade III. Il y a à ce niveau plusieurs camps du Department of Conservation (DOC), des piscines d’eau chaude et de nombreuses zones non perturbées de native bush.
Après approximativement 36 km, la rivière Mohaka sort de la chaîne du Kawekas et passe dans un terrain formé de fermes et d‘aspect plus commun.
La rivière se replie sur elle-même dans un bras mort et peu après les rapides, elle devient plus large, alors qu’elle passe dans une section de grade III. Les camps du DOC sont présents tout au long de son parcours de 68 km.

#### Du camp dit de l’Everet vers le pont de Te Kooti
Alors que les rapides les plus techniques de grade III commencent, la rivière s’écoule dans une zone de native bush du secteur du village de Tataraakina sur le côté gauche et de la gare de Waitere sur la droite. Cette section contient les rapides de « Te Hoe », qui est la plus grande et la plus longue de cette section. Il y a 3 groupes de gorges, qui doivent être franchies le long de ce parcours.

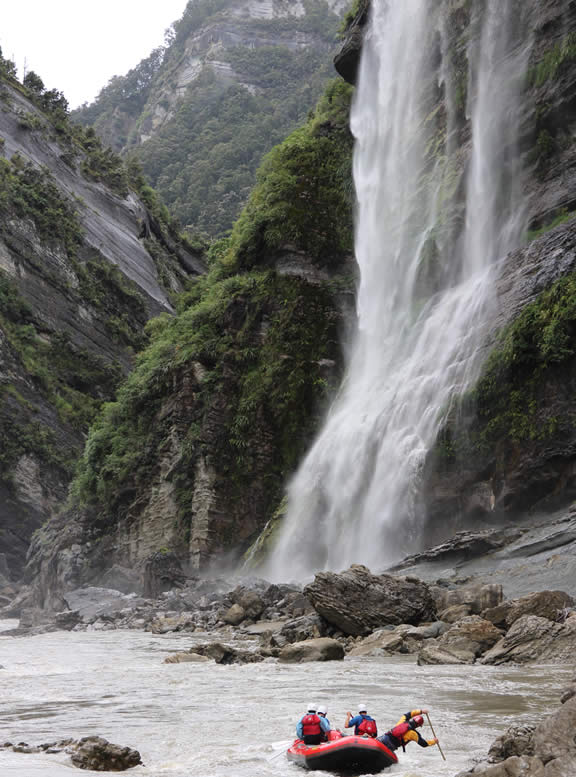
Chutes d’eau à mi-chemin en descendant le long de”Long Rapid, ’ une section de Grade V de la rivière Mohaka

#### Du pont de Te Kooti jusqu’à Willow Flat
Le pont de “Te Kooti” marque le début de la section de grade V et la fin de la section de grade III. Après le pont, ce n’est plus qu’une section facile de grade II, qui permet de flotter sur environ 4 km puis les berges deviennent à nouveau plus raides et les rapides recommencent avec le plus grand des rapides du cours de la rivière, le « Long Rapid. Scenery » qui comporte sur son trajet d’importants blocs de pierre, des chutes d’eau tombant des murs raides du canyon et des aspects d’érosion ondulée créée par l’eau sur les pierres les plus tendres. Les rapides sont continus sur plus de 18 km avec une cotation majoritairement autour de III+ avec quelques-uns de IV/V.

#### De Willow Flat au centre-ville de  Mohaka

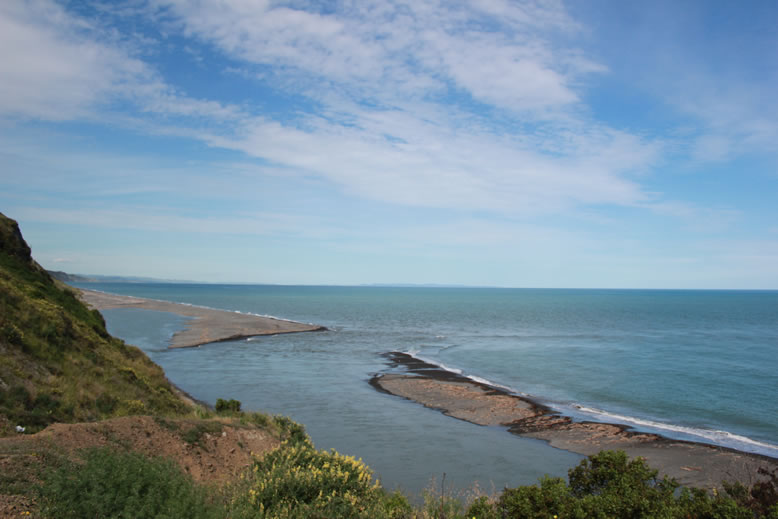
Le point où le fleuve Mohaka rejoint l’océan

Le trajet final de la rivière après le grade V, est marqué par le  retour au grade II de la rivière qui s’assagit et s’écoule ensuite dans l’océan. Plusieurs berges raides et des criques latérales peuvent être aperçues en descendant cette section, alors qu’elle forment des cascades, créant des chutes d’eau particulièrement hautes et de petites gorges latérales. La végétation change pour devenir plus  luxuriante, caractérisée par les  fougères argentées (Cyathea dealbata) ou « punga » en langage maori, menant à des terres agricoles espacées à proximité de l’océan Pacifique .

### Géologie

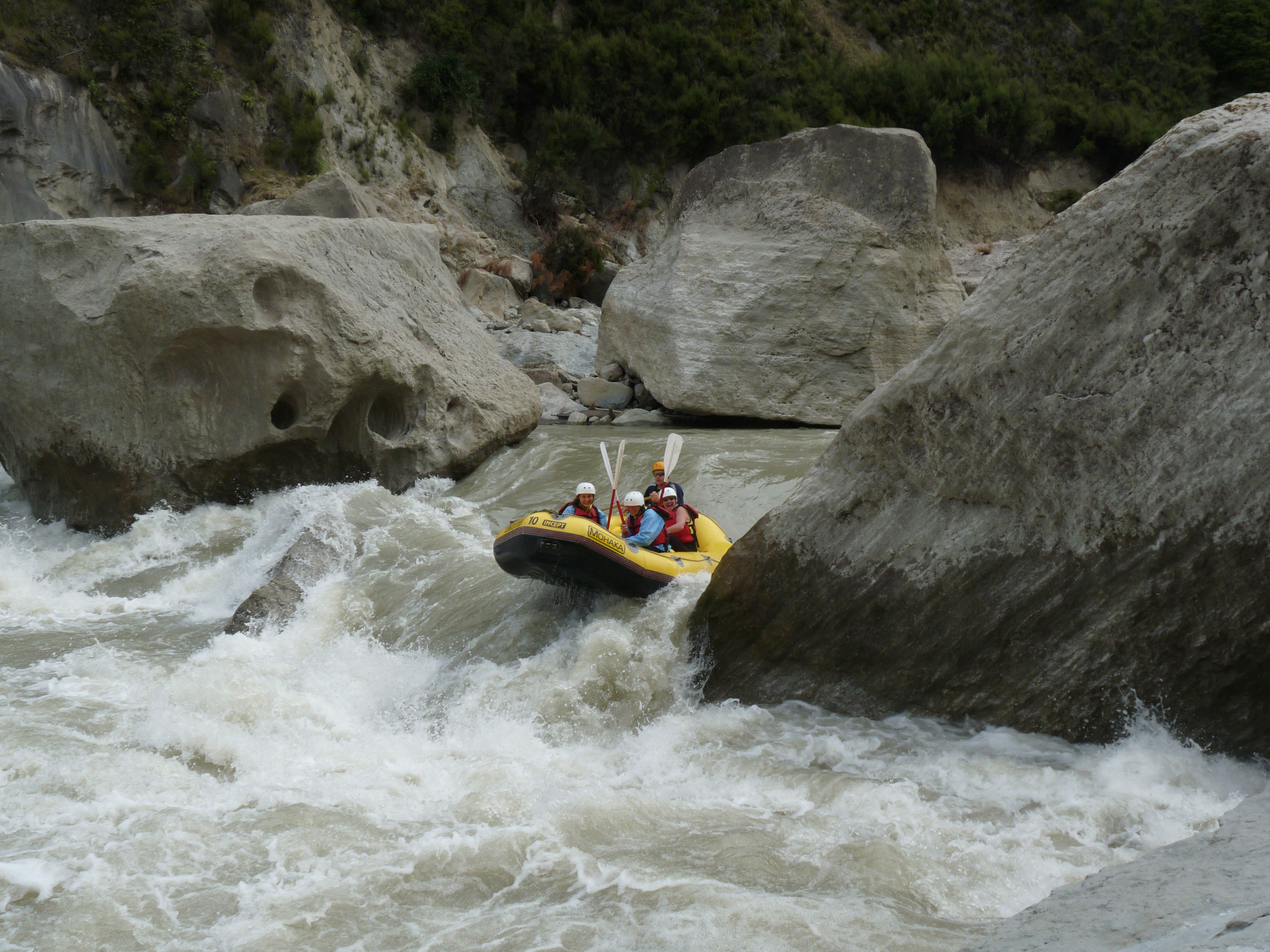
Gros blocs de rochers donnant naissance aux rapides de Grade 5

Sur la plus grande partie de son parcours, la rivière Mohaka court en travers des  roches sédimentaires. Dans la sections supérieure, les Grauwacke, qui forment habituellement les berges les plus raides  avec des pierres plus petites et des galets, donnant un lit peu profond  entrecoupé de plages. Des Conglomérat, des  Grès et des Calcaire commencent à dominer au niveau des berges et de gros rochers créant des rapides descendant à travers une portion de grade III .

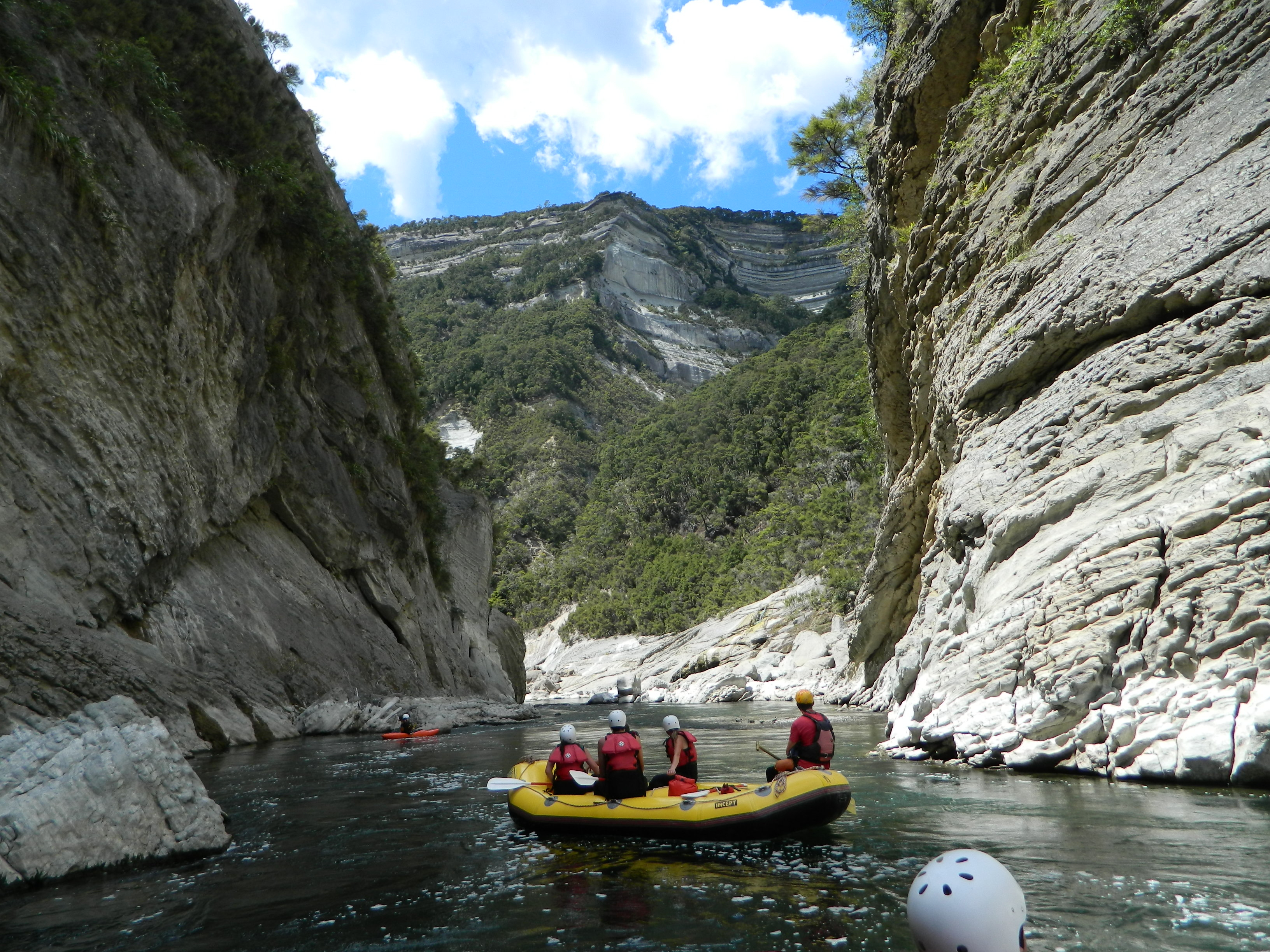
Canyon sur le secteur de Grade 5

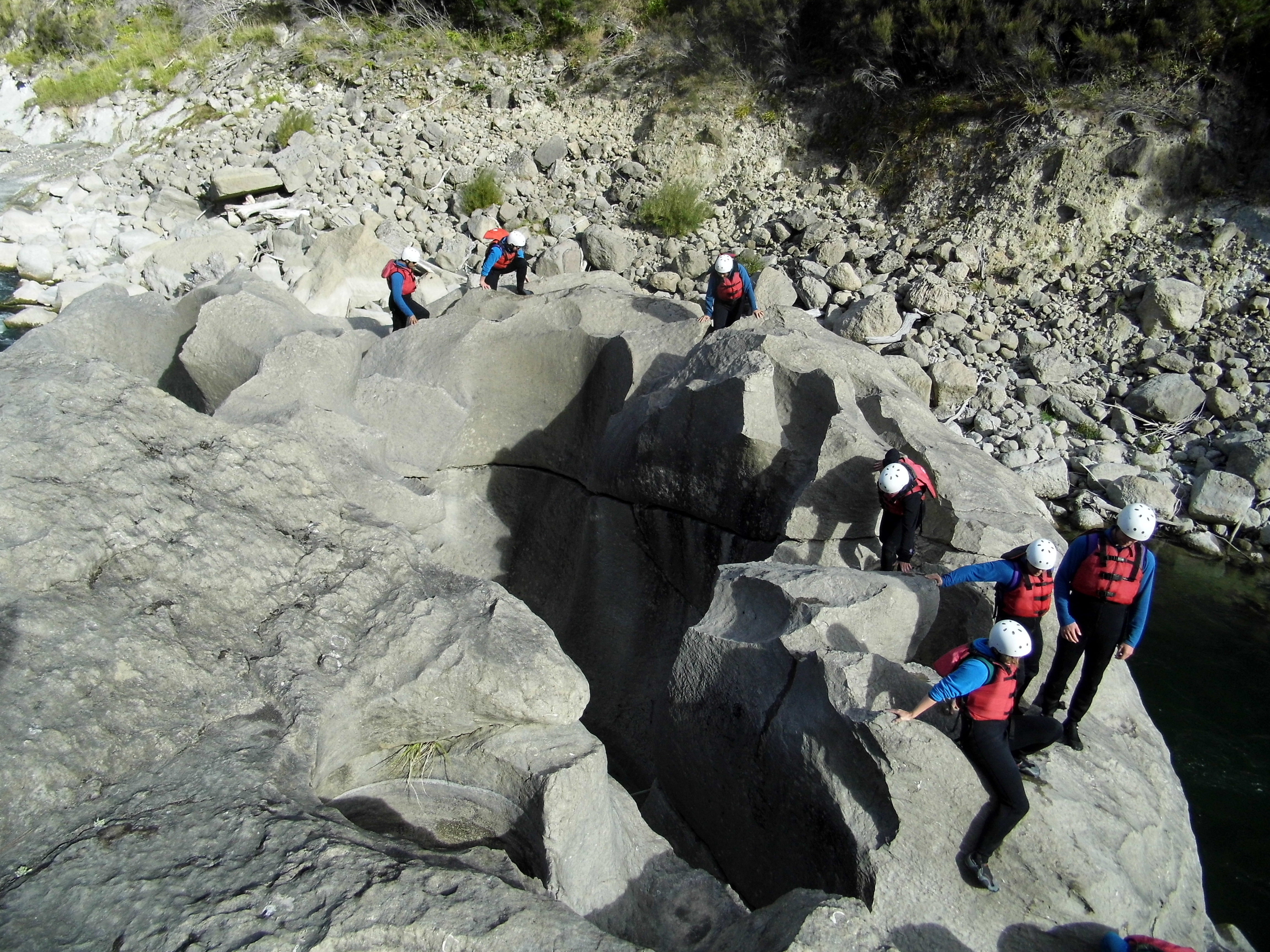
Passage de”House Roc”

En se rapprochant des sections de grade V, les blocs de rochers deviennent plus gros et les rives étroites, la rivière circulant dans des gorges profondes. Les gros blocs s’agglomèrent formant les premiers rapides puis la rivière s’écoule plus facilement dans un canyon formé de roches sédimentaires. Les gros blocs, bien que de taille impressionnante, sont encore plus intrigants à cause des trous, qu’ils comportent et des dépressions formées par l’eau, qui les a sculptés. Le bloc dit de « House rock »  valant le coup d’œil car le centre a été creusé de l’intérieur vers l’extérieur et n’est accessible seulement que par un trou latéral  .
Des coquilles fossilisées et des matières organiques ont été remarquablement préservées dans la pierre.
Après le pont de “Willow Flat”, les gros blocs de pierre, de taille et de fréquence décroissante sont remplacés par une végétation raide en terrasses. Les  grès et les argiles devient plus  prévalentes  au fur et à mesure que la rivière s’approche  de l’océan, avec la constitution des terres agricoles.
Environ 7 failles croisent le cours de la rivière Mohaka. La plupart sont retrouvées dans la section supérieure mais  les observations les plus évidentes sont situées juste au-dessus des rapides appelés « Red Rock » dans la section de grade III . Il devient apparent qu’une faille a été traversée par la rivière  car le changement de type de roches  est instantané.

## Hydrologie

### Débit
Le niveau de l’eau est habituellement plus haut au printemps, s’abaissant naturellement tout le long de l’été  mais peut s’élever rapidement en cas de fortes pluies. Les glissements de terrain sont fréquents et les arbres peuvent parfois être retrouvés, coulés ou bloqués entre les blocs de rochers, encombrant le lit de la rivière. Il y a une jauge automatique de rivière, qui envoie des informations sur le niveau de l’eau. Cette jauge est en contact avec les  compagnies locales de rafting pour leur donner des indications sur les conditions réelles du débit en amont.

## Aménagements et écologie

### Histoire
Le territoire  tribal traditionnel  va de la jonction avec la rivière Te Hoe jusqu’à son embouchure. La rivière, comprenant ses eaux, son lit et ses pêcheries, est le taonga de l’ Iwi des Ngati Pahauwera. Ceux-ci accordent une grande importance en particulier au rôle que joue la rivière dans l’identité de leur tribu .

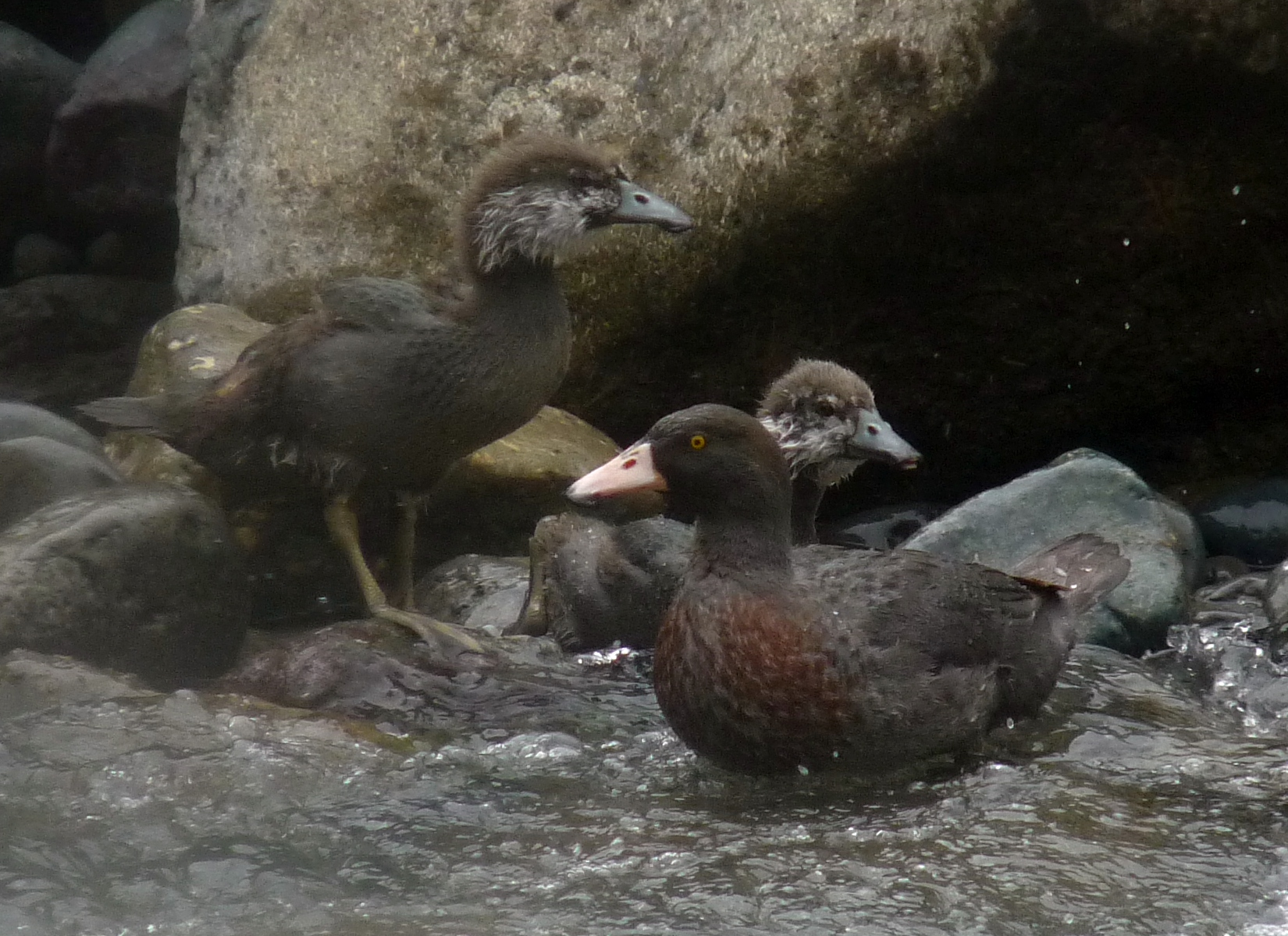
Des canards bleus blessés sont souvent aperçus sur la rivière Mohaka

Le fleuve Mohaka fut une rivière importante pour la pèche et les transports, longtemps avant que les colons européens n’arrivent. Les enquêtes Archéologiques ont trouvé de nombreuses preuves de l’existence de villages et de camps temporaires le long du cour inférieur et supérieur de la  rivière Mohaka. Les Maori recueillaient des pierres Hāngi pour la cuisson à la vapeur, les taupunga, les opunga, les poutama et les kowhaturi sur les berges de la rivière ,.
Le fameux Maori Te Kooti, fréquenta cette région de façon répétée. Le relief dit de « Te Kooti », qui serait le signe d’un combat avec les Britanniques, est visible de la rivière.
Plus tard, les Européens utilisèrent la rivière Mohaka pour le transport des billes de bois .
Mais en 2004, un décret de protection dit "ordre sur la protection de l'eau (en)" fut adopté portant sur le secteur supérieur de la rivière Mohaka en raison de ses pèches jugées fantastiques, du caractère spectaculaire de ses gorges et des possibilités particulières pour les loisirs .
La zone est aussi un habitat important pour les rares Hyménolaime bleus qui sont des canards bleus  .
Plus récemment, cette rivière est devenue un spot populaire pour le rafting, la pratique du kayak, la randonnées et la pèche.

### Loisirs

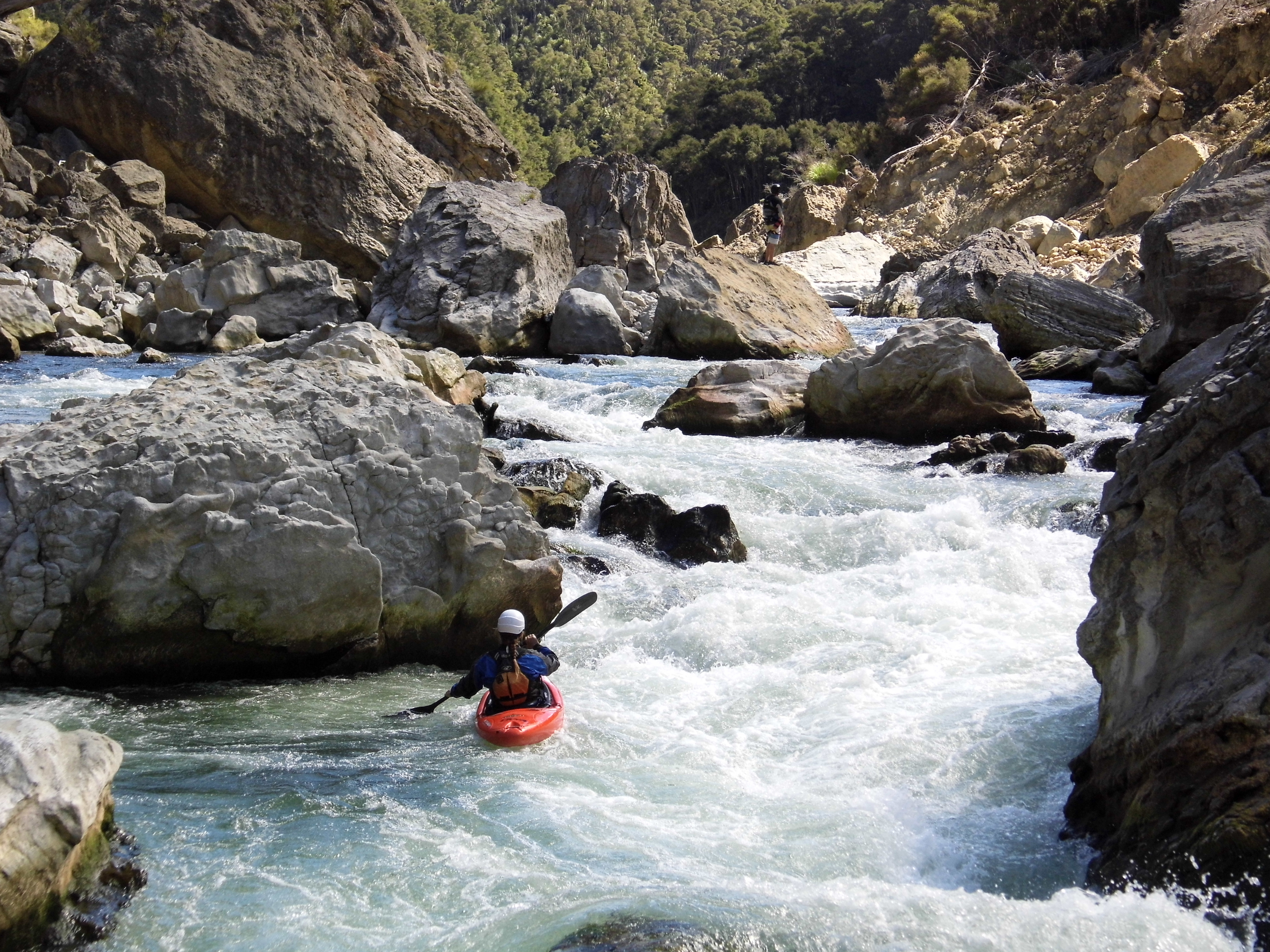
La pratique du Kayak sur la section de Grade 5 section

La pratique commerciale du rafting se déroule sur toutes les sections de la rivière Mohaka. La plupart des sections peuvent être parcourues en une seule journée mais certaines sections peuvent être combinées dans des journées d’aventures plus longues .
La rivière Mohaka offre des possibilités pour chaque niveau de pratique du kayak . Les débutants peuvent trouver de nombreux remous et des vagues sur les sections de grade II, alors que les  kayakistes de niveau intermédiaire trouvent des sensations sur les secteurs de grade III, plus porteurs de défis . La section de grade V est une course technique pour des kayakistes plus avancés. Les  compagnies de rafting ont plus d’informations mises à jour  et peuvent souvent être assistées dans l’organisation de navette.

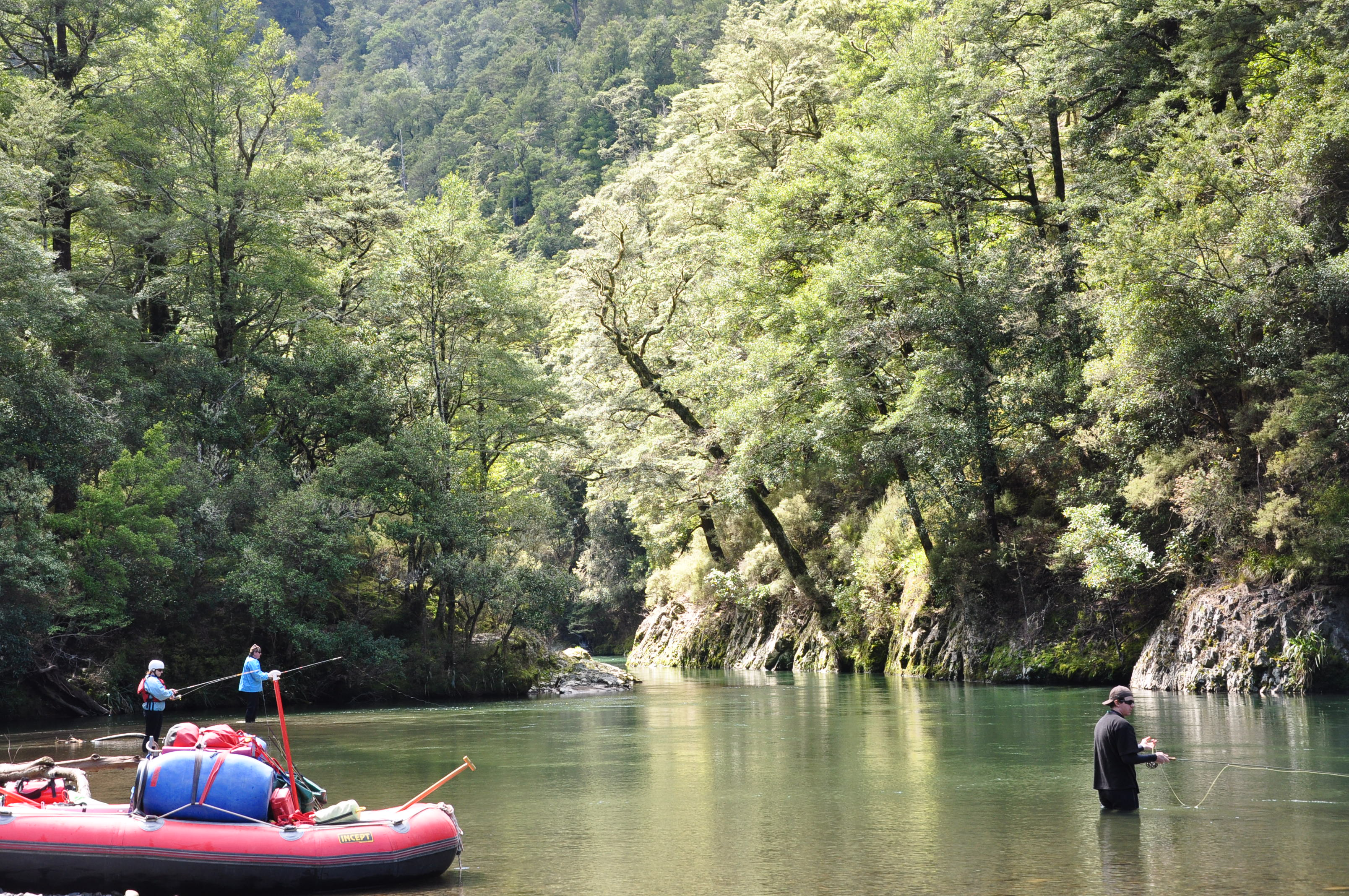
La pèche entre les sections de rapides dans la partie supérieure de la rivière

La portion supérieure du cours de la rivière est la destination la plus populaire pour la pèche à la Truite dans la région de Hawke’s Bay. Les Truites sont les prises les plus fréquentes , avec aussi diverses variétés de poissons natifs, présents tout le long du parcours. On trouve principalement des truites brunes au-dessus du pont de Pakaututu et des truites «arc en ciel » en dessous . La pèche n’est pas aussi bonne sur la portion inférieure de la rivière mais les rapides sont plus excitants et porteurs de défis.
La randonnée pédestre est aussi populaire le long de la section supérieure. Les chemins de randonnée conduisent aux sources chaudes et servent d’accès à la rivière à divers endroits tout le long du chemin. Ceux-ci sont  maintenus en état par le “ Department of Conservation”.
La chasse aux cerf sikas et aux Cerf élaphes aussi bien que la chasse aux cochons sauvages et aux chèvres est également possible mais un permis est nécessaire .

## Galerie

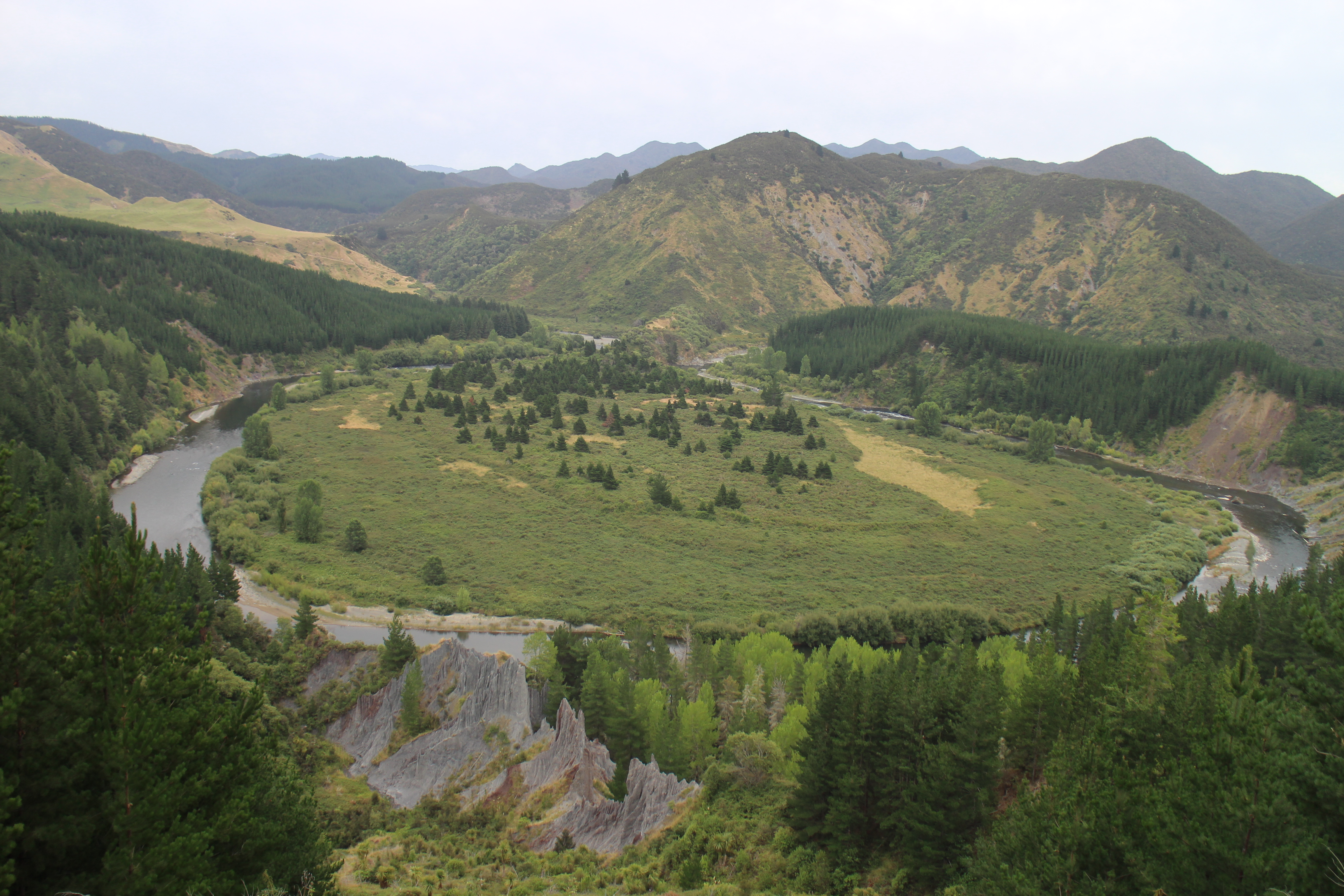
La rivière Mohaka s’écoule dans un  bras mort. Les formations rocheuses appelées “ the Organs” sont visibles dans le fond de la photo.
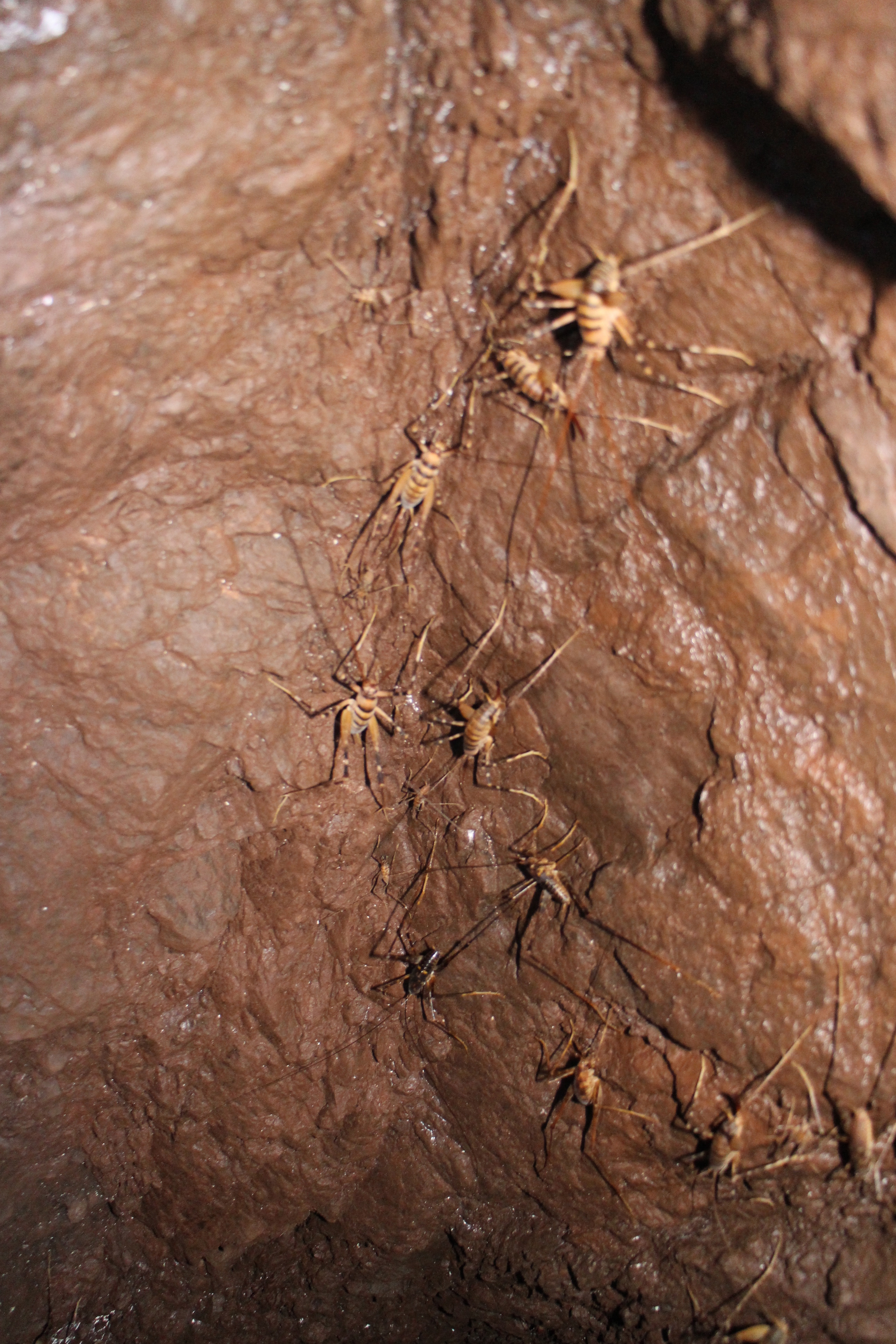
Wetas trouvés dans une mine d’or abandonnée à proximité de la rivière Mohaka.
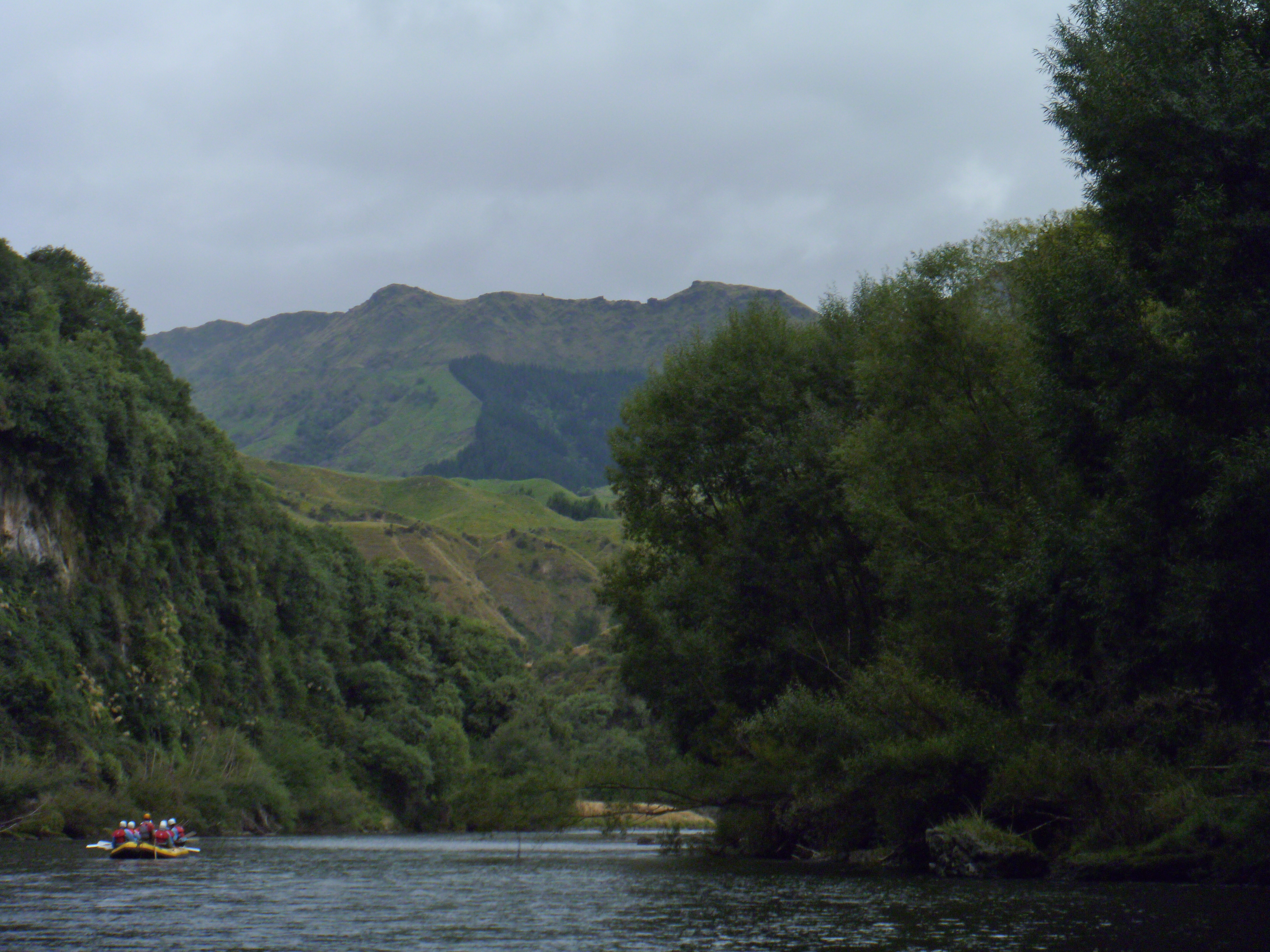
Passage de Grade 2 sur la rivière Mohaka.
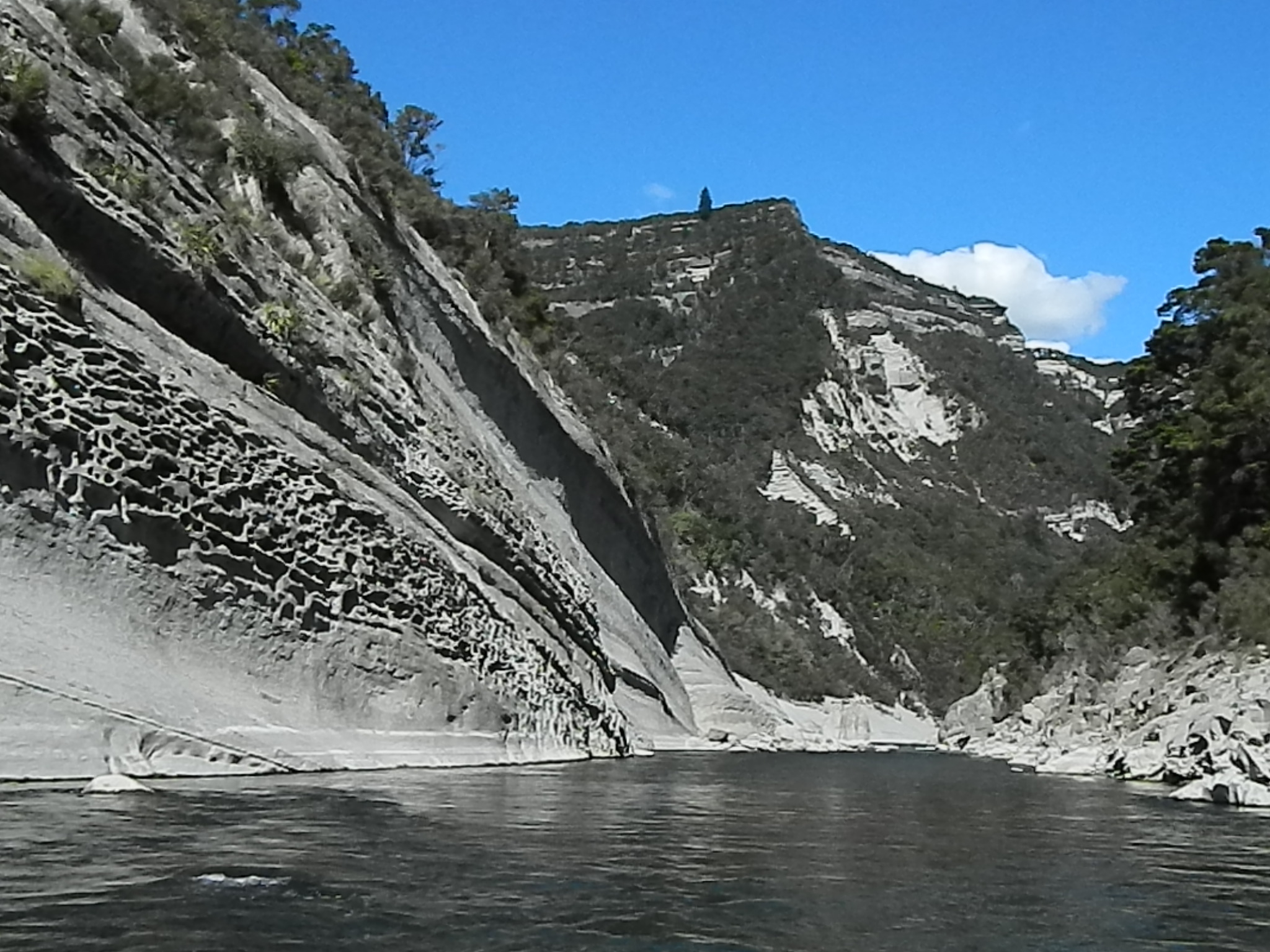
Roches sédimentaires de la Gorge de la rivière Mohaka.
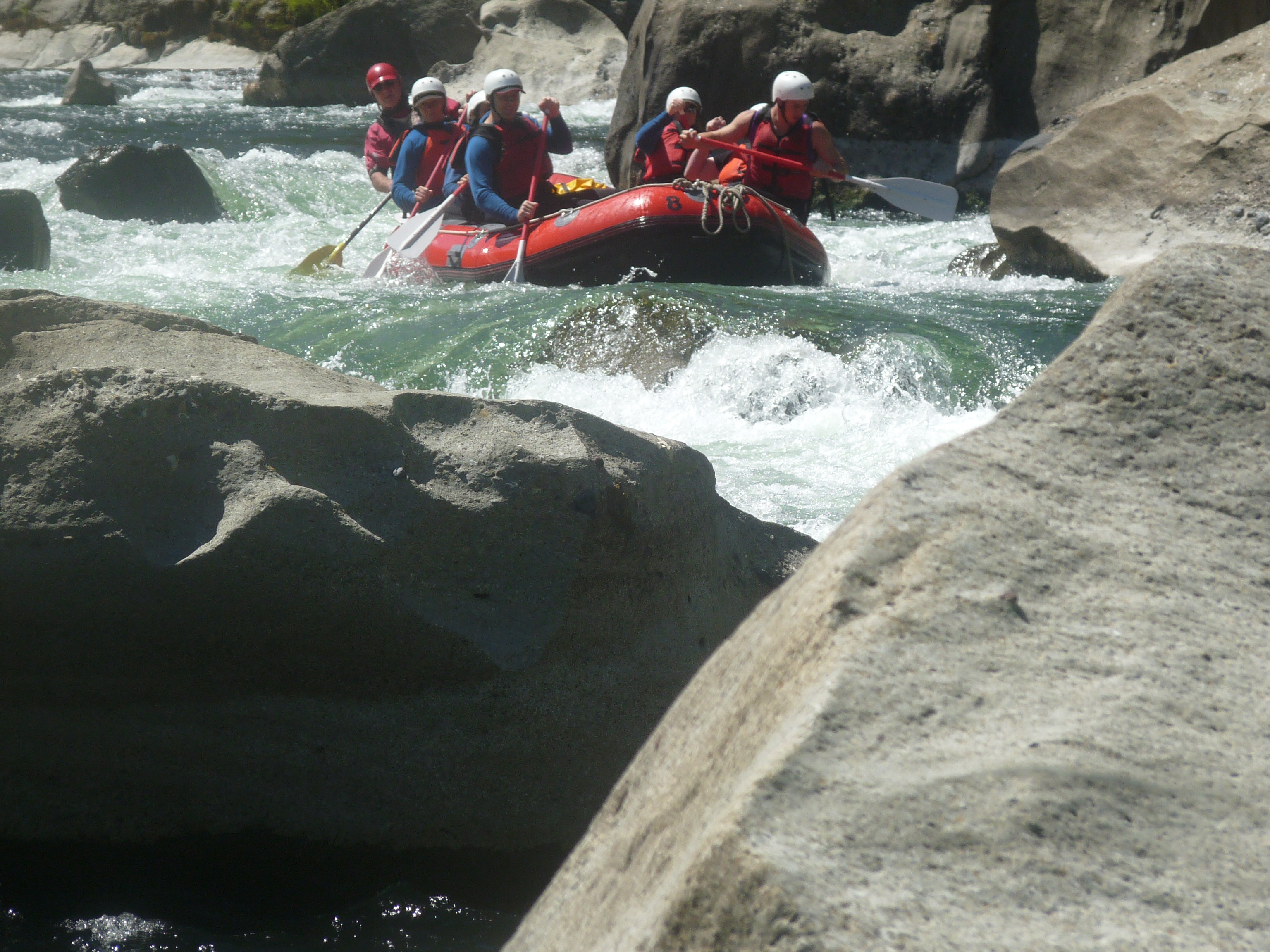
Grosses roches sur la section de Grade 3.
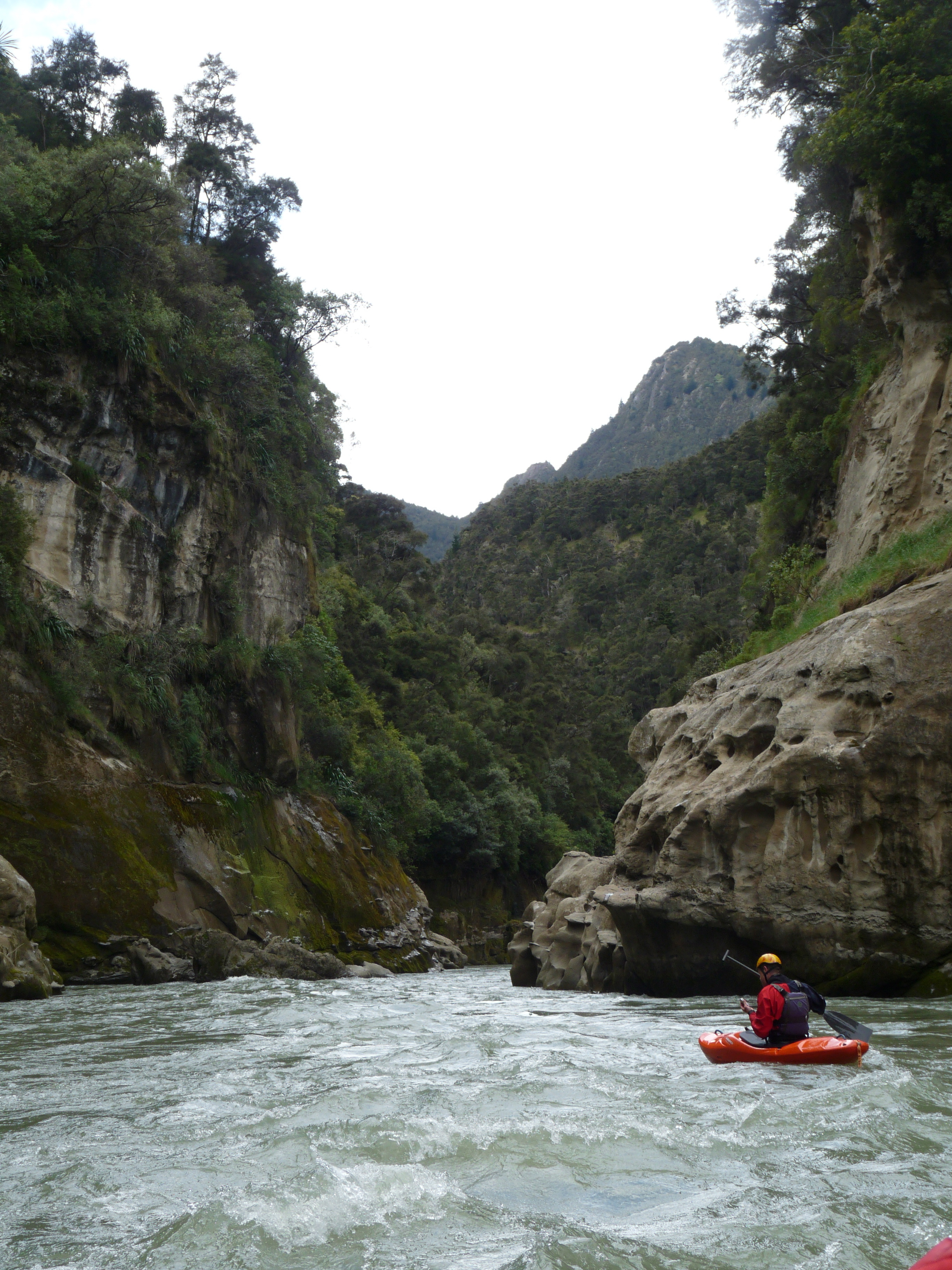
Kayaks sur la rivière Mohaka.
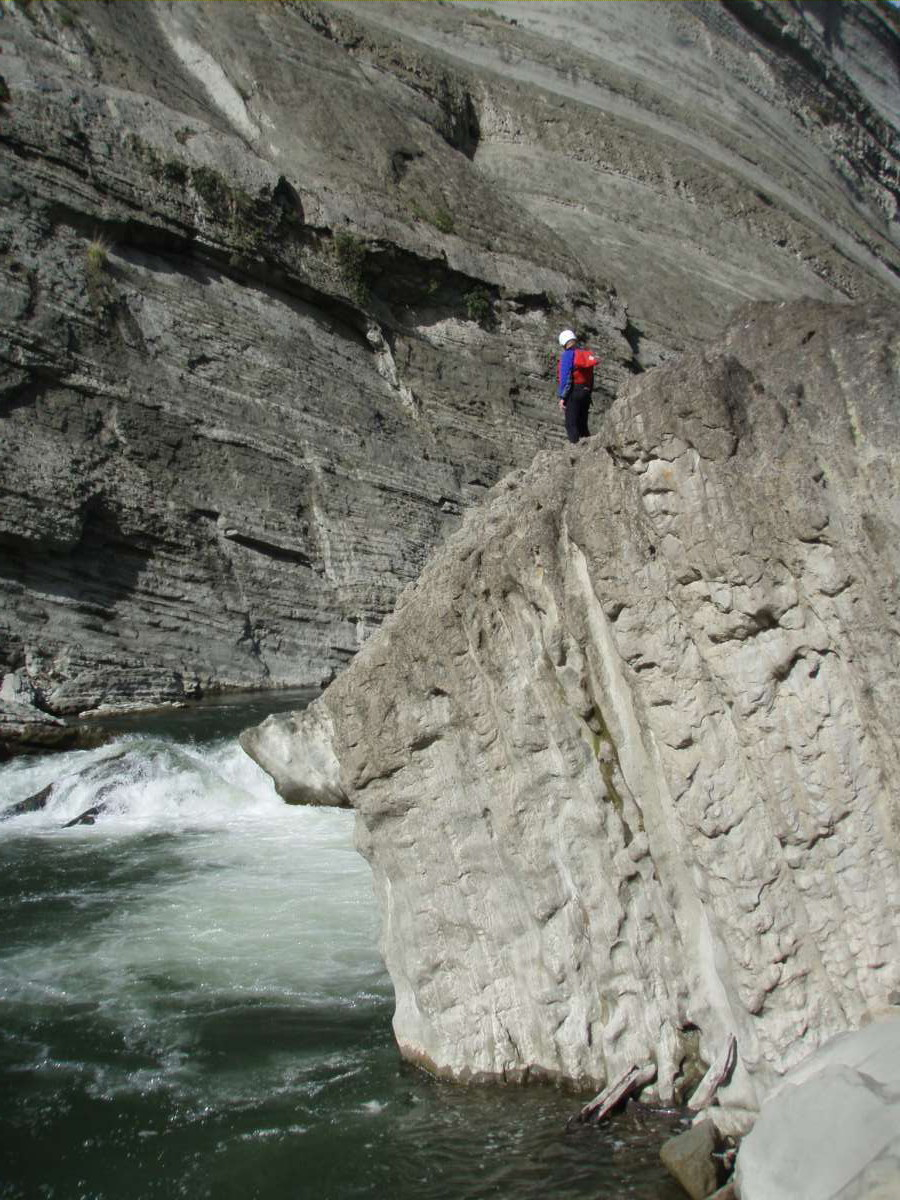
Gros blocs de pierre dans la section de Grade.5 dans la rivière Mohaka.